# Līsh
Līsh är en ort i Iran.   Den ligger i provinsen Gilan, i den norra delen av landet, 210 km nordväst om huvudstaden Teheran. Līsh ligger 66 meter över havet och antalet invånare är 417.
Terrängen runt Līsh är platt åt nordväst, men åt sydost är den kuperad.Runt Līsh är det ganska tätbefolkat, med 155 invånare per kvadratkilometer. Närmaste större samhälle är Lāhījān, 12,8 km nordost om Līsh. I omgivningarna runt Līsh växer i huvudsak blandskog.